# Umberto Chincarini
Umberto Chincarini (Verona, 10 gennaio 1957) è un politico italiano.

## Biografia
Consegue il diploma di maturità classica e lavora come impiegato presso un'azienda bancaria. Sposato e divorziato, con una figlia, aderisce fin da giovane alla Lega Nord.
Nel 1993 diventa sindaco di Peschiera del Garda. È eletto deputato alle elezioni politiche del 1996, nella circoscrizione VII Veneto 1. Ha ricoperto il ruolo di vicecapogruppo della Lega Nord alla Camera nel 1996. Dopo essere stato confermato sindaco di Peschiera nel 1997, nel 2001 è eletto senatore nel collegio Verona collina. Nel 2004, dopo una crisi dell'amministrazione comunale di Peschiera, viene rieletto sindaco col 38% dei voti, sostenuto da una lista formata da candidati legati a Alleanza Nazionale e Lega Nord. 
Alle elezioni politiche del 2006, le prime in cui si vota col sistema proporzionale dopo la parentesi maggioritaria, viene candidato al Senato dalla Lega Nord ma non risulta eletto.
Nel 2009 si ricandida a sindaco di Peschiera, a capo di una lista civica. Per questa scelta viene espulso dalla Lega Nord, che sosteneva un altro candidato. Chincarini vince nuovamente le elezioni col 42% dei voti e sarà sindaco fino al 2014. Il 24 giugno 2010 è stato rinviato a giudizio per abuso d'ufficio in una presunta lottizzazione abusiva in comune di Peschiera del Garda, poi assolto. Nel 2012 diventa presidente della squadra calcistica ASD Peschiera Calcio.